# 燕喜山
燕喜山，旧统称北山，座落在连城市区巾峰山脚下，因唐代文学家、政治家、思想家韩愈作《燕喜亭记》而得名。现存包括燕喜亭，燕喜山牌坊（原燕喜书院大门）与燕喜山摩崖石刻等多处文化古迹，丰富的历史文化自唐朝跨越至今。